# Sciaropota japonica
Sciaropota japonica är en tvåvingeart som beskrevs av Chandler 2002. Sciaropota japonica ingår i släktet Sciaropota, ordningen tvåvingar, klassen egentliga insekter, fylumet leddjur och riket djur. Inga underarter finns listade i Catalogue of Life.